# 미라주 (호텔)

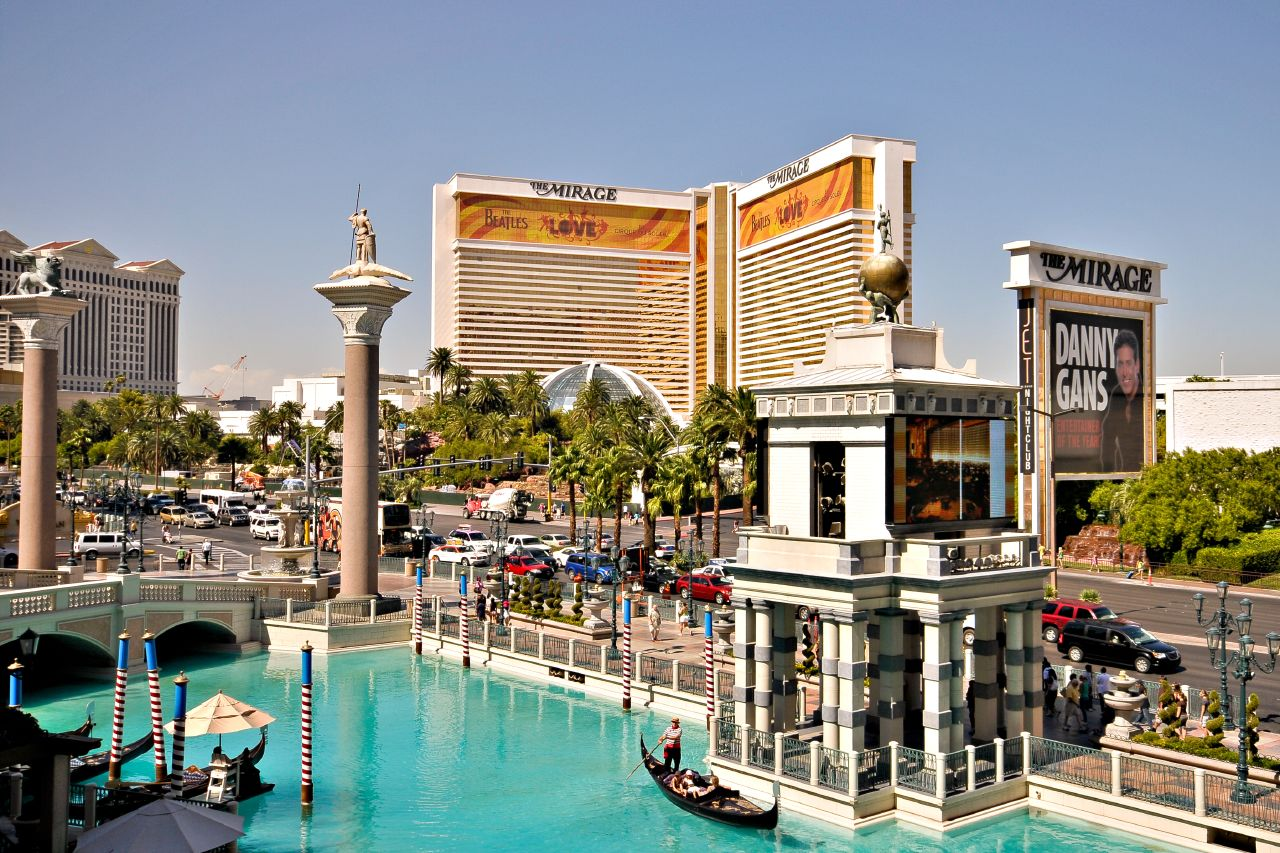
미라주

미라주(The Mirage)는 미국 네바다주 라스베이거스 스트립의 카지노 호텔이다. 1989년에 오픈하였다.